# Agent Hugo: Hula Holiday
Agent Hugo: Hula Holiday è un videogioco a piattaforme sviluppato da Attractive Games e pubblicato nel 2008 da NDS Denmark. Esso è il quarto e ultimo capitolo della saga reboot di Agent Hugo.

## Trama
L'Agente Hugo trascorre le sue meritate vacanze su un'idilliaca e tranquilla isola tropicale nel Pacifico. Mentre si rilassa sul suo materassino gonfiabile e gioca con la sua pistola a bolle, improvvisamente inizia a puzzare. Mentre la situazione peggiora sempre di più, tira fuori il binocolo e osserva mosche e bidoni della spazzatura attaccare la splendida isola. Sono sotto il comando del malvagio Big Fly. Solo l'Agente Hugo, con la sua pistola a bolle e gli altri fantastici dispositivi speciali, può scacciare gli intrusi e salvare l'isola paradisiaca.

## Modalità di gioco
Il gameplay di Agent Hugo: Hula Holiday è quello di un tipico platform tridimensionale caratterizzato da meccaniche semplici e accessibili. Il giocatore controlla Hugo, un piccolo troll agente segreto, impegnato in una missione (articolata in diciassette unici livelli) sull'isola tropicale nel Pacifico, infestata da robot spazzatura e insetti di Big Fly. Il titolo combina elementi di esplorazione, azione, risoluzione di enigmi e strategia, offrendo una certa libertà di movimento e la possibilità di ruotare la telecamera, anche se il controllo della visuale è in gran parte automatico. Durante l'avanzamento, il giocatore deve raccogliere diamanti distruggendo i mucchietti di fango per aumentare il punteggio, acquisire chiavi o attivare interruttori per aprire delle porte, utilizzare l'attacco rotante o la pistola spara bolle per sconfiggere i nemici. Nel caso il protagonista viene ferito da un attacco del nemico o da una trappola, può raccogliere un medicinale per ripristinare di poco la sua salute. A livello superato, se l'Agente Hugo avrà eliminato tutti i nemici e preso tutti i diamanti, riceve come ricompensa una medaglia d'oro.

## Accoglienza
PC för Alla è l'unico sito recensore sul web ad aver dato una opinione e un voto ad Agent Hugo: Hula Holiday. Loro assegnano il punteggio positivo di 8/10, considerandolo un Super Mario di serie B con comandi fluidi e un'atmosfera piacevole.